# Henrik Jørgensen
Henrik Høve Jørgensen (Kopenhagen, 10 oktober 1961 - Bornholm, 26 januari 2019) was een Deense langeafstandsloper, die zich vooral manifesteerde op de weg. Jørgensen werd in totaal tienmaal Deens kampioen (in- en outdoor). Hij nam tweemaal deel aan de Olympische Spelen.
Hij werd 57 jaar oud.

## Loopbaan
In 1982 en 1983 won Jørgensen de marathon van Kopenhagen. Ook vertegenwoordigde hij zijn land op de Olympische Spelen van 1984 en 1988. In 1986 brak hij het Deense record op de 15 km met een tijd van 43.42.
Jørgensen was ook in Nederland een bekende verschijning, met name door zijn overwinningen op de halve marathon van Egmond in 1986 en 1989.
Op de Europese kampioenschappen van 1982 werd hij 23e op de 5000 m in 14.14,05. In 1983 werd hij op de marathon tijdens de wereldkampioenschappen in Helsinki negentiende in 2:14.10 en op de WK van 1987 in Rome werd hij negende in 2:14.58.
In 1988 won Jørgensen de marathon van Londen met een tijd van 2:10.20. Eerder finishte hij in 1985 als vijfde met een tijd van 2:09.43, die nog steeds als Deens en Scandinavisch record geldt.
In zijn actieve tijd was hij aangesloten bij Herlev IF (Herlev) en KIF (Kopenhagen).
Jørgensen overleed op Bornholm in januari 2019 op een leeftijd van 57 jaar aan de gevolgen van een hartaanval tijdens een trainingsloop.

## Titels
- Deens kampioen 5000 m - 1985, 1991
- Deens kampioen 10.000 m - 1980, 1982, 1983, 1988
- Deens kampioen halve marathon - 1990
- Deens kampioen veldlopen - 1988, 1989, 1990

## Persoonlijke records
Baan
| Onderdeel | Prestatie | Datum           | Plaats    |
| --------- | --------- | --------------- | --------- |
| 1500 m    | 3.46,2    |                 |           |
| 3000 m    | 7.55,92   | 5 augustus 1982 |           |
| 5000 m    | 13.27,76  | 27 juli 1985    | Oslo      |
| 10.000 m  | 27.57,98  | 2 juli 1985     | Stockholm |

Weg
| Onderdeel      | Prestatie        | Datum            | Plaats   |
| -------------- | ---------------- | ---------------- | -------- |
| 15 km          | 43.42 (NR)       | 13 december 1986 | Holbæk   |
| halve marathon | 1:02.14 (ex.-NR) | 30 maart 1985    | Den Haag |
| marathon       | 2:09.43 (NR)     | 21 april 1985    | Londen   |

## Palmares

### 3000 m
- 1980: 5e Kopenhagen - 8.09,2

### 5000 m
- 1982: 14e in serie EK - 14.14,05

### 10.000 m
- 1982:  ITA vs POL vs West Germany in Frankfurt - 28.17,22
- 1983: 9e in serie WK - 28.06,74
- 1990:  Deense kamp. in Aarhus - 29.27,0
- 1991:  Deense kamp. in Herlev - 29.37,55

### 10 km
- 1987:  Frederiksberg Lobet in Kopenhagen - 29.24

### 15 km
- 1990:  Deense kamp. in Ikast - 44.49
- 1991:  Deense kamp. in Odense - 45.07

### 10 Eng. mijl
- 1988:  10 EM in Den Haag - 47.00

### halve marathon
- 1980: 12e City-Pier-City Loop - 1:05.06
- 1983: 4e City-Pier-City Loop - 1:02.07 (te kort)
- 1984:  halve marathon van Egmond - 1:07.43
- 1985:  City-Pier-City Loop - 1:02.14
- 1986:  halve marathon van Egmond - 1:07.07
- 1988:  halve marathon van Egmond - 1:03.53
- 1989:  halve marathon van Egmond - 1:05.28
- 1990: 8e halve marathon van Egmond - 1:05.46
- 2008: 19e halve marathon van Lyngby - 1:11.28
- 2009:  halve marathon van München - 1:12.14

### 25 km
- 1987:  Paderborner Osterlauf - 1:16.49

### marathon
- 1981:  marathon van Hamburg - 2:18.45
- 1982: 10e marathon van Seoel - 2:19.52
- 1982:  marathon van Kopenhagen - 2:22.19
- 1983:  marathon van Miami - 2:17.15
- 1983:  Londen Marathon - 2:10.47
- 1983:  marathon van Kopenhagen - 2:16.41
- 1983: 19e WK - 2:14.10
- 1983: 4e marathon van Antwerpen - 2:15.26
- 1983: 10e marathon van Chicago - 2:15.59
- 1984: 19e OS - 2:15.55
- 1984: 5e marathon van Tokio - 2:11.31
- 1984:  marathon van Saint Paul - 2:12.44
- 1984: 9e marathon van Peking - 2:18.18
- 1985: 5e Londen Marathon - 2:09.43
- 1985: 10e Chicago Marathon - 2:12.03
- 1986:  marathon van Berlijn - 2:11.49
- 1987: 30e marathon van Londen - 2:17.31
- 1987: 9e WK - 2:14.58
- 1988:  Londen Marathon - 2:10.20
- 1988: 22e OS - 2:16.40
- 1989:  marathon van Tiberias - 2:19.09
- 1990: 46e marathon van Londen - 2:18.21
- 1991: 86e marathon van Londen - 2:18.15

### veldlopen
- 1979: 53e WK junioren - onbekend
- 1980: 18e WK junioren in Parijs - onbekend
- 1991: 100e WK in Antwerpen - 35.53

- Gemeinsame Normdatei: 117644901X
- World Athletics: 14353928
- International Standard Name Identifier: 0000 0001 1428 9691
- Nederlandse Thesaurus van Auteursnamen: 338243534
- Virtual International Authority File: 167268175
- WorldCat: E39PBJrCfr4D6M97vPVHkhx4bd